# Уолтер Брэддок Хикмен
Уолтер Брэддок Хикмен (11 апреля 1911 — 28 ноября 1970) — президент Федерального резервного банка Кливленда с 1 мая 1963 до 28 ноября 1970 (умер в своём кабинете).
Уроженец Балтимора, штат Мэриленд, Хикман окончил университет Ричмонда и получил степень доктора философии в экономике от Университета Джонса Хопкинса. В 1937 году был членом факультетов Принстонского университета, Университета Рутгерса и Института перспективных исследований. Во время Второй мировой войны, он был лейтенантом в США военно-морского запаса.
Хикмен стал членом научно-исследовательского персонала и директором Научно-исследовательской работы Корпоративных облигаций Национального бюро экономических исследований и издал три книги по корпоративным финансам. Хикман провёл одно из самых ранних и наиболее полных исследований кредитного риска на рынках корпоративных облигаций, описанное в его книге 1958 года, качественный опыт инвестора Корпоративной облигации. Эти кредитные исследования были зачислены Майклом Милкеном, что вызвало ряд теорий на бросовых облигаций в 1970-х.
Хикмен был наблюдателем экономических исследований в New York Life Insurance Company от 1953-56, присоединившись к American Airlines как директор по экономическим исследованиям в 1956. Его назначили старшим вице-президентом Федерального резервного банка Кливленда в 1960 и назвали президентом в 1963. Хикмен, который всегда сохранял близкий интерес к экономическим исследованиям, был назначен американским президентом Ричардом Никсоном на Национальную Комиссию по федеральной Статистике в 1970.